# Бофорт, Джоан
Джоа́н Бофо́рт, графиня Уэстморленд (англ. Joan Beaufort; ок. 1379 — 13 ноября 1440) — единственная дочь Джона Гонта от любовницы (позже жены) Кэтрин Суинфорд. Первый её муж умер рано, от этого брака родилось только 2 дочери. В 1396 году была легитимизирована папской буллой, а вскоре после этого вышла замуж вторично. Её мужем стал Ральф Невилл, 1-й граф Уэстморленд, обладавший обширными владениями в Северной Англии, Джоан стала его второй женой. От этого брака родилось 14 детей.
После вступления на престол её единокровного брата Генриха IV Джоан обладала влиянием при английском королевском дворе. Граф Уэстморленд перед своей смертью создал завещание, по которому лишил большей части наследства потомков от своего первого брака в пользу детей от брака с Джоан, что вызвало длительный спор за наследство Невиллов, переросший в настоящую феодальную войну. Спор был решён только после смерти графини. Обладая сильным характером, Джоан всячески защищала интересы своих детей, используя для этого значительное влияние при английском дворе своих родственников. Также она проявляла значительный интерес к литературе (в том числе и духовной), ей посвятил том своих стихов английский поэт Томас Окклив. Была похоронена рядом с матерью в Линкольнском соборе.

## Происхождение

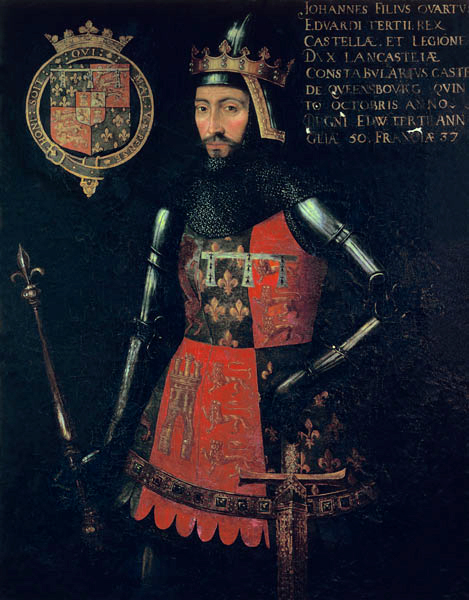
Джон Гонт, герцог Ланкастерский, отец Джоан Бофорт

Джоан происходила из побочной ветви английского королевского дома Плантагенетов, получившей прозвание Бофорты. Основание этому роду положили четверо детей, родившихся во время многолетней любовной связи между Джоном Гонтом и Кэтрин (Екатериной) Суинфорд. Джон Гонт был третьим из выживших сыновей английского короля Эдуарда III от брака с Филиппой де Эно. Он получил обширные владения в Англии, часть из которых унаследовал благодаря браку с Бланкой Ланкастерской, а с 1361 года носил титул герцога Ланкастерского. В этом браке родился его единственный выживший сын Генри Болингброк, который в 1399 году сверг короля Ричарда II и сам стал королём под именем Генрих IV, основав королевскую династию Ланкастеров. В последние годы правления Эдуарда III Гонт был стюардом королевского двора и фактическим правителем Англии.
Кэтрин Суинфорд (при рождении — Кэтрин де Роэ) была дочерью рыцаря из Эно Пейна (Жиля) де Роэ. Его точное происхождение неизвестно. Существует предание о том, что он был потомком сеньоров Рё — могущественного рода из Эно, происхождение которого прослеживалось до Каролингов. Однако, по мнению историка Элисон Уэйр, подобное происхождение отца Кэтрин сомнительно: хронист Жан Фруассар, который сам был из Эно, скорее всего, был прекрасно осведомлён о происхождении предков Кэтрин, но не указывает на её знатность. Скорее всего, если она и находилась в родстве с сеньорами Рё (на что может указывать имя её отца, Жиль, полученное им при крещении и достаточно распространённое среди сеньоров Рё), то в лучшем случае происходила из младшей линии рода. Возможно, что Жиль де Роэ (больше известный по своему прозвищу Пейн, или Паон) был сыном Жана де Роэ. Он имел владения в Эно и получил рыцарское звание, однако был не очень богат. В Англию он перебрался после женитьбы Эдуарда III на Филиппе де Эно. О матери Кэтрин, жене Пейна, известно мало, но не исключено, что она была родственницей графов Эно. По мнению Уэйр, именно это может объяснить тот факт, что королева Филиппа покровительствовала как самому Пейну, так и его детям.

Герб семьи Бофорт

У Пэйна известно как минимум четверо детей: сын Уолтер и 3 дочери, Филиппа, Элизабет и Кэтрин. Последняя состояла на службе у герцогини Бланки Ланкастерской, первой жены Джона Гонта. Около 1362 года она вышла замуж за Хью Суинфорда, арендатора Джона Гонта, в этом браке родились сын и дочь. В 1368 году, после смерти герцогини Бланки, Кэтрин стала гувернанткой дочерей Гонта. Точно не установлено, когда она стала любовницей Гонта. Впервые официально об этом было сообщено в ноябре 1371 года, после смерти мужа Кэтрин. Хотя к тому моменту Гонт женился второй раз на Констанции Кастильской, но это не мешало ему встречаться с любовницей. Между 1373 и 1379 годами Кэтрин, которая продолжала официально оставаться гувернанткой законнорождённых дочерей Гонта, родила четверых детей: сыновей Джона, Генри и Томаса, а также дочь Джоан.
Все незаконнорождённые дети Кэтрин Суинфорд получили родовое прозвание Бофорт. Точно не известно, по какой причине незаконнорождённые отпрыски Гонта получили такую фамилию. По одной версии, оно связано с принадлежавшим Гонту замком Бофор в Шампани. Однако не исключено, что это могло быть комплиментом Роже де Бофору, брату папы Григория IX, который в 1370-е годы находился в плену у Гонта и с которым он позже поддерживал тесные дипломатические контакты.

## Молодые годы и первый брак
Точная дата рождения Джоан, как и её полнородных братьев, в документах не упоминается, хотя, возможно, с ней связаны подарки, которые делал Гонт и мэр Лестера Кэтрин Суинфорд. Традиционно считается, что Джоан могла родиться в 1379 году, поскольку её первый ребёнок родился в 1393 году, хотя Э. Уэйр указывает, что более реалистичным выглядит 1377 год. Местом рождения Джоан и её братьев нередко указывается замок Бофорт в Шампани, однако это было невозможно: Гонт продал его задолго до рождения детей и никогда позже не посещал. Местом рождения Джоан могло быть поместье Кетлторп в Линкольншире, однако не исключено, что в этой роли выступил замок Плеши в Эссексе. Своё имя Джоан получила, вероятно, в честь графини Джоанны Кентской, вдовствующей принцессы Уэльской, матери короля Ричарда II, которая проявляла доброту к Кэтрин.
Пренебрежение герцога к законной жене, а также пожалования, которые он делал любовнице, вызвали большой скандал, который Гонт игнорировать не смог. В результате в июне 1381 года он официально примирился с женой, расставшись с любовницей. Кэтрин Суинфорд оставила пост гувернантки, ей была назначена пенсия, а жила она в поместье Кетлторп и Линкольне, в котором арендовала дом. Впрочем, расставание Гонта с любовницей было формальным, поскольку он продолжал с нею встречаться, хотя и с осторожностью и менее регулярно.
Несмотря на то, что дети Гонта от связи с Кэтрин считались незаконнорождёнными, он открыто их признал, и, очевидно, в его планах было дать в обществе им то положение, которое соответствовало его отцовству. В 1386 году он обручил малолетнюю Джоан с Робертом Феррерсом. Роберт был единственным наследником принадлежавших его матери маноров Уэм в Шропшире и Оверсли в Уорикшире. Сам брак был заключён в 1392 году, сразу после свадьбы Джоан и Роберт какое-то время жили в герцогском доме. Законнорождённый сын Гонта, будущий король Англии Генрих IV в 1390-е годы регулярно делал единокровной сестре подарки. Во время брака с Робертом Джоан родила двух дочерей: около 1393 года — Элизабет, около 1394 года — Мэри. Однако между маем 1395 года и ноябрём 1396 года Роберт Феррерс умер. Его поместья до 1411 года продолжали оставаться под контролем Элизабет Ботелер, матери Роберта.

## Графиня Уэстморленд
К моменту, когда Джоан овдовела, умерла вторая жена Джона Гонта, и в 1396 году король Ричард II дал своё согласие на его брак с Кэтрин Суинфорд, ставшей третьей женой Гонта, что открыло дорогу для легитимизации родившихся от их любовной связи детей. В сентябре 1396 года папа римский издал буллу, признавая всех четырёх Бофортов законнорождёнными. В феврале 1397 года в парламенте была оглашена королевская хартия, подтверждающая легитимизацию. В результате для Джоан, ставшей официальным членом королевской семьи, появились новые перспективы.
Осенью 1396 года Джоан была выдана замуж второй раз. Её новым мужем стал Ральф Невилл, 4-й барон Невилл из Рэби, происходивший из набирающего мощь английского рода Невиллов, который был вторым по значимости родом в Северной Англии после рода Перси. Отец Ральфа, Джон де Невилл, 3-й барон Невилл из Рэби, был крупным землевладельцем в Дареме. Он пользовался покровительством Джона Гонта, у которого находился на службе и как минимум с 1366 года до самой смерти был его управляющим. Благодаря этому, а также дружбе с Уильямом Латимером, 4-м бароном Латимером, на наследнице которого он позже женился, барон Невилл получил немало владений в Нортумберленде и Йоркшире, а также приобрёл большое личное богатство. Его наследник Ральф хотя и не находился при жизни отца на службе у Гонта, но получал у того жалование. При этом он, в отличие от первого мужа Джоан, был гораздо более значимым и влиятельным магнатом, поэтому с помощью брака Гонт мог гораздо прочнее связать род Невиллов с интересами Ланкастеров. Первым браком Ральф был женат на Маргарет Стаффорд, но она умерла 9 июня 1396 года, что открыло путь к заключению второго брака.
Точная дата брака неизвестна. Скорее всего, он был заключён после получения папской буллы в Англии, опубликованной 1 сентября 1396 года, но не позже 29 ноября. В этом браке родилось девять сыновей и пять дочерей. Хотя Генрих IV, став королём, и исключил Бофортов из линии престолонаследия путём внесения в акт о легитимизации небольшой поправки, но браки, в которые вступили дети Джоан во времена правления Генриха IV и Генриха V, связали семью со многими ведущими дворянскими династиями и укрепили положение Бофортов в центре английского общества.
В ноябре 1396 года Ричард II предоставил барону Невиллу и его жене до конца жизни другую часть бретонских владений в Англии — Пенрит и Сауэрби. Спустя 11 месяцев это пожалование трансформировалось в наследуемое по мужской линии. Соответственно, брак предоставил Ральфу широкие возможности. 29 сентября 1397 года король среди других своих сторонников, которые помогли ему расправиться с лордами-апеллянтами, отметил Ральфа Невилла, присвоив ему титул графа Уэстморленда.
Джоан и сама обладала влиянием при английском королевском дворе. После свержения Ричарда II в 1399 году она осталась в хороших отношениях с новым королём Генрихом IV, своим единокровным братом. Члены королевской семьи полагали, что она имела влияние на короля. Например, в 1407 году Джоан написала Генриху IV от имени одного из его оруженосцев Кристофера Стэндита, который служил в Уэльсе, однако оказался в нужде после увольнения со службы отца, женившись «исключительно по любви». Поэтому она просила устроить его жену Маргарет на службу к королеве. Это письмо сохранилось до нашего времени и, вероятно, подписано ей лично.

## Смерть мужа и его завещание

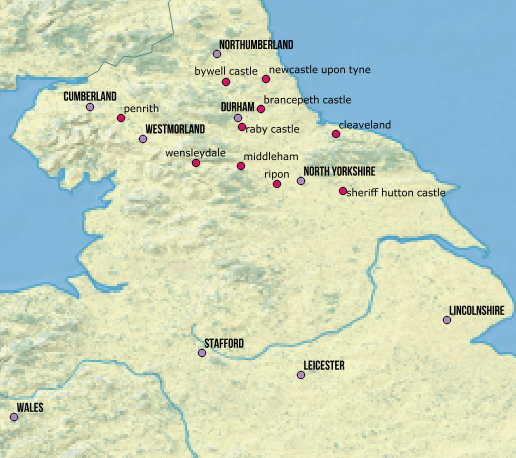
Поместья Невиллов в Йоркшире, Камберленде, Нортумберленде, Уэстморленде и Дареме в XV веке

Став женой графа Уэстморленда, Джоан постоянно заботилась и о своих дочерях от первого брака. Старшую из них, Элизабет, выдали замуж за Джона Грейстока, 4-го барона Грейстока. Другую дочь, Мэри, выдали замуж за пасынка Джоан Ральфа Невилла, второго сына графа Уэстморленда от первого брака.
Сильный характер Джоан и её стремление защищать интересы своих детей, особенно от второго брака, резко вышли на первый план после смерти её мужа, Ральфа Невилла. От первого брака у него родилось 2 сына и несколько дочерей. 5 дочерей были выданы за северных лордов; вероятно, таким образом Ральф Невилл стремился укрепить связи своей семьи с североанглийской знатью. Наследником титулов и владений графа Уэстморленда должен был стать старший из сыновей Ральфа от первого брака — Джон Невилл, однако тот умер раньше отца, оставив трёх сыновей, наследником должен был стать старший из них — Ральф (II), который в момент смерти деда был несовершеннолетним.
Вскоре после заключения второго брака граф Уэстморленд начал предпринимать действия, которые привели к тому, что основная часть наследства должна была достаться его детям от Джоан Бофорт. Для более поздних споров о наследовании его владений было очень важно то, что многие пожалования передавались ему совместно с женой. Хотя в своём первом завещании, датированным 8 августа 1400 года (его текст не сохранился), Ральф, вероятно, не собирался лишать своё потомство от первого брака законного наследства, но позже он создал новое завещание, датированное 18 октября 1424 года. По нему дети от первого брака получили очень небольшую часть наследства: так, четыре дочери получили лишь золотые и серебряные тарелки. Второму из сыновей, Ральфу, по завещанию отца достались баронии Байвелл и Стифорд, что, вероятно, свидетельствует о желании Джоан обеспечить его жену, свою младшую дочь от первого брака. Старший сын умершего Джона, Ральф II, в завещании вообще не упоминался. Хотя лишить старшего наследника титула графа Уэстморленда и прилагавшихся к нему владений (так называемого «гонора») он не мог, но и из этих владений значительная часть была выделена Джоан Бофорт в качестве вдовьей доли. В итоге после смерти деда Ральф II получил только малую часть владений. Как позже он утверждал, доставшееся ему наследство вместо ожидаемых 2600 фунтов приносило всего 400 фунтов ежегодного дохода. Основным же наследником покойного графа стал его старший сын от брака с Джоан, Ричард Невилл, получивший Мидлэм и Шериф Хаттон в Йоркшире наряду с родовыми имениями в Уэстморленде и Эссексе. Он ещё больше увеличил своё наследство благодаря удачному браку, получив после смерти тестя в 1428 году ещё и титул графа Солсбери. Также благодаря близкому родству с королями из династии Ланкастеров его земли ещё больше расширились благодаря королевским пожалованиям.
По мнению историка Дж. Петри, причины таких действий 1-го графа Уэстморленда, которые историк Чарльз Росс назвал «амбициозным семейным мошенничеством», кроются в том, что он хотел, чтобы его наследник смог сохранить созданную им в Северной Англии «империю», включавшую обширные владения, опеки, ренты и должности, а взрослый сын мог с этим справиться лучше, чем несовершеннолетний внук. Немалую роль, вероятно, сыграло и то, что многие пожалования от короля граф получал совместно с Джоан. Кроме того, будущий граф Солсбери находился в близком родстве с английским королём, что должно было обеспечить ему поддержку короны. При этом у Ричарда были свои интересы в наследстве графов Кент, поскольку он через жену был наследником 1/5 доли, и именно ему король предоставил опеку над наследством матери Ральфа II.
Также граф Уэстморленд завещал Джоан опеку над юным членом королевской семьи — Ричардом, герцогом Йоркским, которого он в 1424 году женил на их дочери Сесилии.

## Вдовствующая графиня

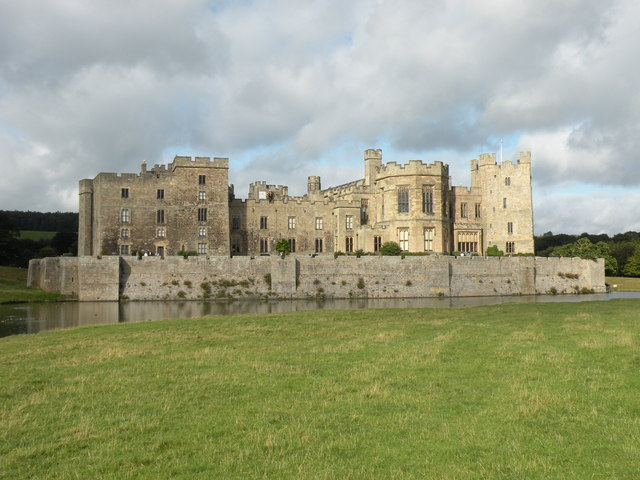
Замок Рэби в Дареме — главная резиденция Ральфа де Невилла, 1-го графа Уэстморленда, а затем — Джоан Бофорт, вдовствующей графини Уэстморленд

Вдовья доля, доставшаяся Джоан по завещанию мужа, включала маноры Рэби и Стейндроп в Дареме, Мидлэм и Шериф Хаттон в Йоркшире, а также треть владений Невиллов в других графствах. Сконцентрировав в своих руках значительную часть наследства Невиллов, Джоан могла успешно противостоять попыткам нового графа Уэстморленда вернуть утраченное наследство. Для этого она также использовала значительное влияние своих родственников, в первую очередь — Генри Бофорта, епископа Уинчестерского (позже кардинала). Также её союзником был епископ Дарема Томас Лэнгли, который отстаивал интересы Бофортов в Северной Англии и гарантировал, чтобы новый граф Уэстморленд никогда не занимал судебную должность в Даремском палатинате. Кроме того, епископ Лэнгли оказал давление на приора Даремского собора Джона Уэссингтона, в результате чего тот отдал Джоан Бофорт ящик с пожертвованиями, которые покойный граф Уэстморленд передал в Даремский монастырь в 1400 году. В нём хранилось первое завещание графа, которое хотя и было аннулировано завещанием 1424 года, однако, судя по всему, было более благосклонно к потомкам от первого брака, поэтому Джоан и её семья желали получить его. Ни одна копия этого завещания не сохранилась.
Джоан всячески занималась продвижением интересов своего старшего сына, Ричарда Невилла, графа Солсбери, получившего большую часть отцовских владений, но не меньше внимания уделяла и продвижению церковной карьеры своего четвёртого сына — Роберта Невилла, который при содействии кардинала Бофорта стал сначала епископом Солсбери, а в 1437 году сменил умершего Томаса Лэнгли на должности епископа Дарема, сразу же передав Даремский палатинат в управление матери и графу Солсбери. В результате доминирование семьи Джоан в Дареме стало подавляющим.
Новый граф Уэстморленд и его братья были сравнительно бедны, тем более что в 1427—1430 годах Джоан получала ежегодную ренту в 10 марок из дохода графства Уэстморленд в 20 фунтов. Лишение наследства привело к тому, что Ральф II и его братья были крайне враждебно настроены по отношению к представителям младшей ветви Невиллов и их матери, а также не сомневались в пристрастности королевского Совета, принимавшего решения не в их пользу. И в последующие годы все усилия графа Уэстморленда были направлены на возвращение своего наследства, в чём ему помогали младшие братья, что привело к настоящей феодальной войне между представителями старшей и младшей ветвей Невиллов.
Джоан умерла 13 ноября 1440 года в Хоудоне (Йоркшир), вероятно, в поместье, принадлежавшем епископам Дарема. Возможно, что именно вдовствующую графиню Уэстморленд Ральф II Невилл считал основной первопричиной лишения себя наследства, поэтому её смерть снизила напряжённость между двумя ветвями Невиллов, тем более что в 1441 году граф Уэстморленд наконец-то смог получить поместья из вдовьей доли Джоан в Ньюкасле, Нортумберленде, Дареме и Уэстморленде. Кроме того, граф Уэстморленд, очевидно, устал от конфликта. В результате в 1443 году между обеими сторонами конфликта было заключено соглашение, по которому граф Уэстморленд был признан законным наследником владений своего деда в графстве Дарем, включая родовое поместье Рэби. Однако он был вынужден признать за графом Солсбери право на владение землями в Йоркшире, Камберленде, Уэстморленде, Эссексе и Йорке, а также недвижимостью в Лондоне (за исключением резиденции Невиллов) и Рипоне.

## Захоронение

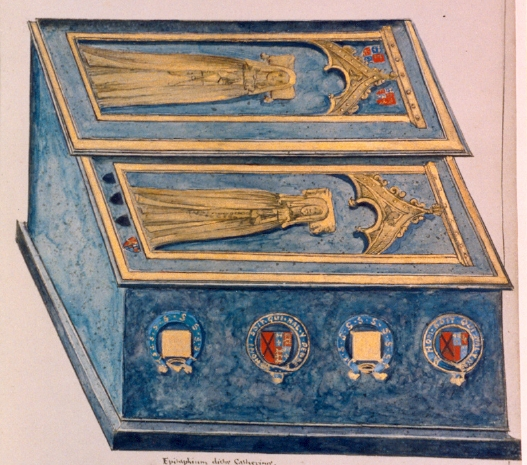
Захоронения Кэтрин Суинфорд и её дочери Джоан Бофорт в Линкольнском соборе. Иллюстрация 1640 года

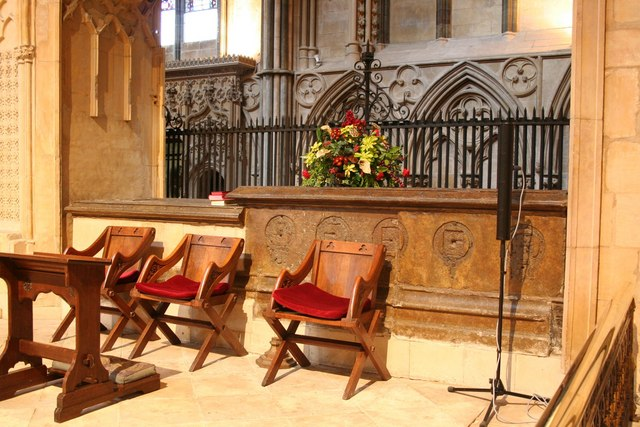
Захоронения Кэтрин Суинфорд и Джоан Бофорт в Линкольнском соборе в настоящее время

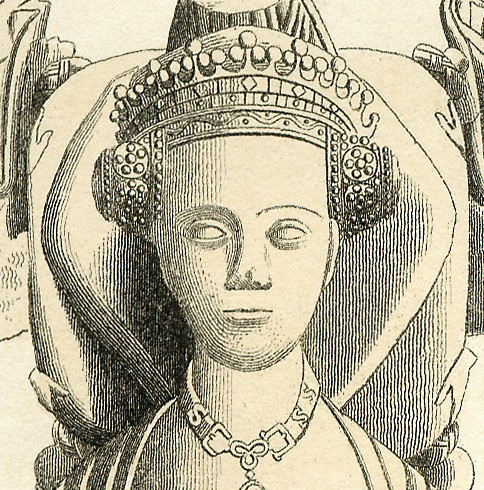
Джоан Бофорт. Прорисовка алебастрового изображения с надгробья её мужа, Ральфа Невилла, 1-го графа Уэстморленда, в Стейддроп в «Sepulchral Monuments of Great Britain» Гоф, Ричард (антикварий)

Хотя Джоан в 1437 году основала часовню для себя и мужа в коллегиальной церкви Стайндропа (изображение Джоан было размещено рядом с портретом Ральфа Невилла, 1-го графа Уэстморленда, и его первой жены в его гробнице), однако её похоронили не там. Она или не хотела быть захороненной рядом с первой женой мужа, или желала быть похороненной рядом с матерью. В итоге в своём завещании Джоан выразила желание быть похороненной рядом с Кэтрин Суинфорд в Линкольнском соборе. По версии Э. Гудмана, которую поддержала Э. Уэйр, причиной, по которой Джоан желала быть похоронена вместе с матерью, было желание почтить её память и обеспечить её вечное спасение, что было связано с осознанием ею своей незаконнорождённости и того, что она до некоторой степени несла вину своей матери, которую Джоан пыталась всю свою жизнь стереть с помощью религиозных обрядов и чтением духовной литературы.
В завещании Джоан также просила, чтобы место захоронения её матери было расширено и огорожено, если декан и капитул не будут возражать. За 3 года до смерти, 28 ноября 1437 года, Джоан получила у короля Генриха VI разрешение основать часовню с двумя капелланами для ежедневного служения у алтаря перед могилой Кэтрин Суинфорд. Также ей было разрешено использовать патронат церкви Уэлтона в Хауденшире, ранее принадлежавший Даремскому монастырю, но в 1380-е годы переданный Невиллам. Вероятно, новая часовня должна была заменить часовню, основанную в Линкольнском соборе Джоном Гонтом в 1398 году, однако неизвестно, было ли это сделано. Не установлено, была ли построена сохранившаяся гробница после смерти в 1403 году Кэтрин Суинфорд или после смерти Джоан в 1440 году; с учётом того, что в завещании Джоан высказано желание огородить могилу матери, вероятнее всего, экран из кованного железа был создан около 1440 года. Захоронение дочери первоначально располагалось бок о бок с захоронением матери. На гробнице Джоан, как и на гробнице её матери, первоначально располагалось медное изображение под балдахином, а также табличка с эпитафией, текст которой в XVII веке был записан Сэнфордом. В нём прославлялись благородное происхождение Джоан и её брак, а также потомство. В заключение сообщается, что весь народ оплакивал её смерть.
Часовня просуществовала до середины XVI века, службы в ней были упразднены во время правления Эдуарда VI. Её имущество, оцененное в 13,6 фунта и 6 пенсов, включало 2 чаши, 2 серебряных сосуда (для хранения святой воды и вина для причастия), серебряный пакс и серебряный колокольчик. Захоронения Джоан Бофорт и Кэтрин Суинфорд, стоящие бок о бок, были описаны в начале XVI века Джоном Лиландом. Также около 1640 года Уильямом Дагдейлом была сделана иллюстрация могилы.
Оба захоронения в 1644 году в ходе Английской революции были частично разрушены круглоголовыми во время разграбления Линкольнского собора. В результате медные изображения и таблички были оторваны, а каменная кладка часовни была сильно повреждена. К 1672 году короба гробниц заняли современное положение, а навес был неуклюже восстановлен. В XIX веке планировалась «готическая» реставрация памятников, но от неё в итоге отказались. Хотя встречаются мнение о том, что гробницы сейчас пусты, а тела Джоан и Кэтрин были вытащены круглоголовыми, но оно, скорее всего, необоснованно, поскольку нет никаких свидетельств того, что тела были потревожены. Поэтому они, вероятно, до сих пор находятся под полом гробницы.
В настоящее время оба захоронения стоят вплотную из конца в конец. На гробнице Кэтрин есть углубление, показывающие, где ранее располагались гербовые щиты. От часовни, в которой когда-то находились гробницы, сохранились только тщательно отреставрированный навес, восточный и западный пилястры и решётка из кованного железа на постаменте.

## Литературные и духовные интересы Джоан
Известно, что во время второго брака графиня Уэстморленд проявляла значительный интерес к литературе (в том числе и духовной). У неё была своя библиотека, она любила благочестивые произведения, романы и истории, при этом демонстрировала и глубокое религиозное благочестие. Известно, что среди книг, которыми располагала Джоан, были «Хроники Иерусалима» и «Жизнь Готфрида Бульонского» (вероятно, французский перевод хроники Гильома Тирского «История деяний в заморских землях»), которые она одолжила королю Генриху V. В 1424 году она была вынуждена подать прошение Хамфри, герцогу Глостерскому, который после смерти короля Генриха V был протектором королевства, чтобы он вернул эти книги. Также она получала в наследство книги от друзей и членов семьи. Так, в 1426 году её умерший брат Томас Бофорт оставил ей книгу под названием «Тристрам» (возможно, роман «Сэр Тристрам» Томаса Лермонта), а 1430 году умерший Джон Мортон, оруженосец герцога Йоркского, оставил ей книгу на английском языке под названием «Гауэр» (возможно, рукопись «Исповеди влюблённого» Джона Гауэра). Однако ни одна из этих книг не упоминается в её завещании, поэтому нет других доказательств, что они ей принадлежали.
Высказывалось предположение, что Джоан могла принадлежать (и, возможно, могла быть ею заказана) рукопись поэмы «Троил и Крессида» английского поэта Джеффри Чосера. Известно, что владельцем этой рукописи значилась Анна Невилл, которую идентифицируют либо с дочерью Джоан, вышедшей замуж за Хамфри Стаффорда, 1-го герцога Бекингема, либо с женой её внука Ричарда Невилла, графа Уорика («Делателя королей»). Рукопись датирована первой четвертью XV века, однако нет никаких доказательств, что ей когда-то владела Джоан.
Около 1413 года Джоан посетила писательницу Марджери Кемпе, которая оставила рассказ об этом визите. Согласно ему, Марджери рассказала графине «хорошую историю» о даме, которая была проклята, потому что ненавидела своих врагов, и судебном приставе, который был спасён, потому что любил своих врагов, хотя при жизни считался злым человеком. Вероятно, моральный урок очень понравился Джоан. Позже, однако, Марджери обвиняли в том, что она побудила Элизабет Феррерс, дочь Джоан от первого брака, оставить своего мужа, Джона Грейстока, 4-го барона Грейстока. Хотя Марджери отвергла обвинение, она попросила Джоан подтвердить, что подобного не совершала. При этом нет никаких доказательств, что Элизабет Феррерс покидала мужа, их брак расторгнут не был. По мнению Энтони Така, автора статьи о Джоан в «Оксфордском национальном биографическом словаре», подобный интерес к Марджери Кемпе, а также очевидное одобрение её взглядов, возможно, свидетельствуют о том, что Джоан Бофорт обладала определённой независимостью ума, а также духовными интересами, которые не были редкостью среди представительниц высшей знати начала XV века.
Имя Джоан также связывают с двумя религиозными рукописями. Сохранилась книга, содержащая различные частные молитвы вместе с текстом книги «Созерцание страстей Христовых» Ричарда Ролла де Хэмпла, на одной из страниц которой есть подпись: «Графиня Джоан Уэстморлендская». Хотя сама рукопись датирована началом XV века и содержит материалы, которые могли заинтересовать графиню, подпись была сделана позднее, поэтому достоверных свидетельств того, что ею владела именно Джоан Бофорт, нет. Также на одной из страниц рукописи романа «Отражение блестящей жизни Иисуса Христа» Николаса Лава изображены полустёртый герб Невиллов и герб Бофортов, однако не исключено, что рукопись могла принадлежать не Джоан Бофорт, а её невестке Маргарет, жене её брата Томаса Бофорта, герцога Эксетера. Литературные и духовные интересы Джоан разделяло немало других аристократок, живших в это время, поэтому остаётся неясным, действительно ли эти рукописи принадлежали графине Уэстморленд.
Джоане посвятил том своих стихов английский поэт Томас Окклив. Сохранилось изображение Джоан с шестью дочерьми в «Часослове Невиллов», созданной около 1427—1432 годов.

## Браки и дети
1-й муж: с 1392 Роберт Феррерс (около 1373 — до 29 ноября 1396), 2-й барон Феррерс из Уэма с 1380. Дети:
- Элизабет Феррерс (ок. 1393 — после 10 июля 1434); муж: с 28 октября 1407 (контракт) Джон Грейсток (ок. 1388/1389 — 8 августа 1436), 4-й барон Грейсток с 1418[8][30][31][32];
- Мэри Феррерс (ок. 1394 — 25 января 1458), баронесса Оверсли; муж: Ральф де Невилл (ок. 1392 — 25 февраля 1458), барон Байвелл и Стифорд в Нортумберленде[8][30][31][32].

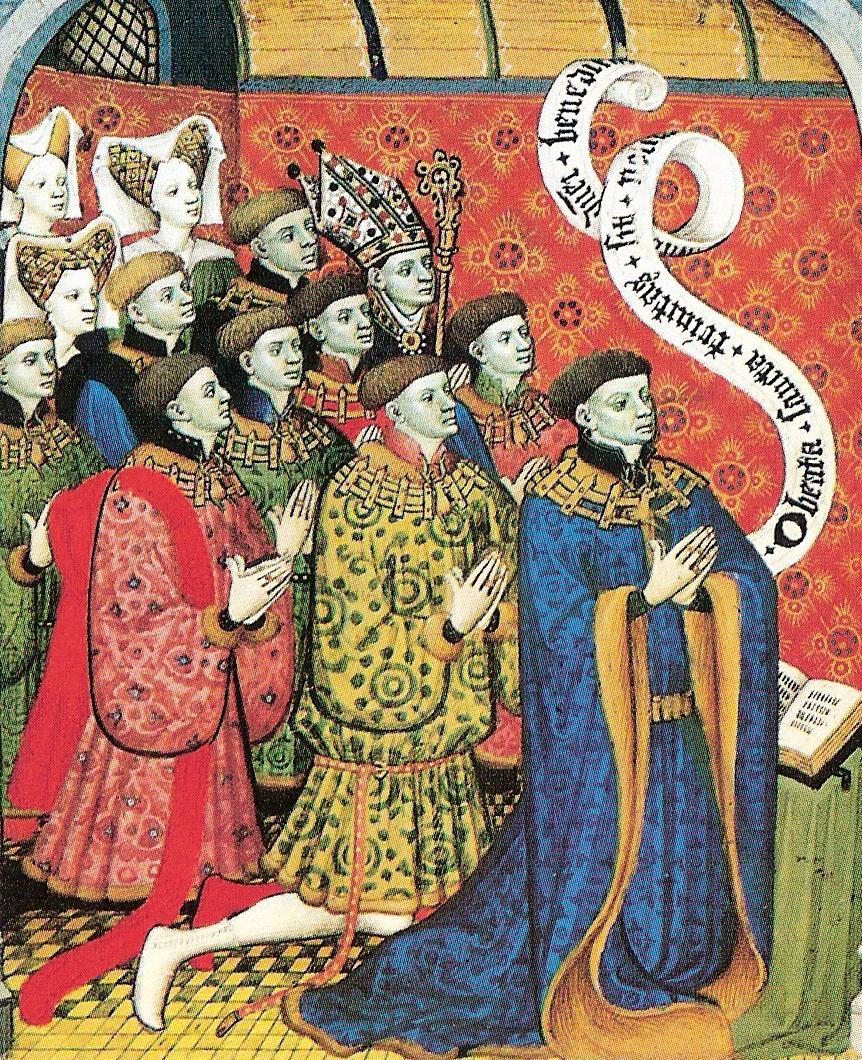
Ральф Невилл, 1-й граф Уэстморленд, второй муж Джоан, и его двенадцать детей. Миниатюра из «Часослова Невиллов», около 1427—1432

2-й муж: с осени 1396 Ральф (I) Невилл (ок. 1364 — 21 октября 1425), 4-й барон Невилл из Рэби с 1388, 1-й граф Уэстморленд с 1397. Дети:
- Ричард (около 1400 — 30 декабря 1460) — 5-й граф Солсбери (по праву жены) с 1425[18][25][33];
- Кэтрин Невилл (около 1400 — 1483); 1-й муж: с 12 января 1412 Джон Моубрей (1389/1392 — 19 октября 1432), 5-й граф Норфолк, 3-й граф Ноттингем, 9-й барон Сегрейв и 8-й барон Моубрей с 1405, 2-й герцог Норфолк с 1425; 2-й муж: после 1440 Томас Стренгуэйс (ум. до 25 августа 1443); 3-й муж: до 25 августа 1443 Джон Бомонт (1409/1410 — 10 июля 1460), 6-й барон Бомонт с 1413, 1-й виконт Бомонт с 1440; 4-й муж: после 1465 Джон Вудвилл (ок. 1445 — 12 августа 1469)[18][33][34];
- Уильям Невилл (ок. 1401 — 9 января 1463), 6-й барон Фоконберг с 1429, 1-й граф Кент с 1461, лорд-адмирал Англии с 1462[18][33][35];
- Джордж Невилл (умер 30 декабря 1469), 1-й барон Латимер с 1432[18][33];
- Роберт Невилл (1404 — 9 июля 1457), епископ Солсбери в 1426—1438, епископ Дарема с 1438[18][33][36];
- Элеанор Невилл (умерла 1472); 1-й муж: после 23 мая 1412 Ричард ле Диспенсер (1396 — 7 октября 1414), 4-й барон Бергерш с 1409; 2-й муж: с 1414 Генри Перси (1393 — 22 мая 1455), 2-й граф Нортумберленд с 1416[18][33];
- Эдуард (ум. 1476) — 3-й барон Бергавенни с 1450[18][33][37];
- Анна Невилл (умерла 20 сентября 1480); 1-й муж: до 18 октября 1424 Хамфри Стаффорд (1402 — 10 июля 1460), 7-й барон Стаффорд, 7-й барон Одли и 6-й граф Стаффорд с 1403 года, 1/3-й граф Бекингем с 1438 года, 1-й герцог Бекингем с 1444 года, граф Перш с 1431 года, лорд-верховный констебль Англии 1403—1455, 1456—1460; 2-й муж: с 1467 Уолтер Блаунт (около 1420 — 1 августа 1474), 1-й барон Маунтжой с 1465[18][33];
- Сесили Невилл (3 мая 1415 — 31 мая 1495); муж: до 18 октября 1429 Ричард Плантагенет (21 сентября 1411 — 30 декабря 1460), 3-й герцог Йоркский с 1415, 6-й граф Марч, 8-й граф Ольстер, 8-й барон Мортимер из Вигмора с 1425, 2-й граф Кембридж с 1426[18][33][38];
- Джоан Невилл, монахиня, аббатиса Баркинга[18][33];
- Джон Невилл (умер ребёнком)[18][33][38];
- Кутберт Невилл (умер ребёнком)[18][33][38];
- Томас Невилл (умер ребёнком)[18][33][38];.
- Генри Невилл (умер ребёнком)[18][33][38].